# Rejon Martakert
Rejon Martakert – jednostka podziału administracyjnego Republiki Górskiego Karabachu od 1991, a w latach 1923–1991 – Nagorno-Karabachskiego Obwodu Autonomicznego. Rejon Martakert RGK poza obszarem rejonu Martakert dawnego NKOA obejmował również część rejonów Tərtər, Kəlbəcər i Ağdam Azerbejdżanu.